# Abergavenny (Marty Wilde)
Abergavenny is een nummer van de Britse zanger Marty Wilde uit 1968.
Wilde had tussen 1957 en 1962 elf top 40 hits gehad in het Verenigd Koninkrijk als onderdeel van de golf rock-'n-rollmuzikanten die eind jaren '50/begin jaren '60 populair waren. Sindsdien was zijn bekendheid gedaald en lukte het niet meer om op eigen kracht de Britse top 40 te halen. Pogingen om een nieuwe muziekstroming in te gaan leverde ook geen succes op. In 1968 had hij dan toch, enigszins onverwachts, hitsucces met "Abergavenny". Dit nummer, geschreven door Wilde en Ronnie Scott onder de pseudoniemen Frere Manston en Jack Gellar, gaat over de gelijknamige plaats in Wales. Het nummer is gezongen door Wilde waarbij hij instrumentaal begeleid werd door het orkest van Peter Knight. In het eigen Verenigd Koninkrijk werd het geen hit, maar het was wel een van de weinige nummers van Wilde die daarbuiten de hitlijsten wist te halen. De plaat haalde onder meer de zesde plek in de Vlaamse Ultratop 50 en de vijfde plaats in de Nederlandse Top 40.
Na Abergavenny heeft Wilde geen top 40 hits meer behaald. Wel had hij hitsucces met het schrijven van nummers voor andere artiesten, waaronder The Casuals en zijn dochter Kim Wilde.

## NPO Radio 2 Top 2000
| Nummer met noteringen in de NPO Radio 2 Top 2000 | '99  | '00  |
| ------------------------------------------------ | ---- | ---- |
| Abergavenny                                      | 1790 | 1814 |

1. ↑  Een vetgedrukt getal geeft de hoogste notering aan.
2. ↑  Deze tabel is bijgewerkt tot en met de laatste editie (2024).